# Frauenwand
Die Frauenwand ist ein Berg mit einem 2541 m ü. A. hohen Gipfel in den Zillertaler Alpen im österreichischen Bundesland Tirol. Sie ist ein Aussichtsberg, der eine Rundumsicht in die Tiroler Umgebung erlaubt.

## Lage
Die Frauenwand hat trotz ihrer recht geringen Höhe einen recht steilen, markanten Gipfelaufbau, sodass man sie sowohl vom Zillertal als auch vom Schmirntal sehr deutlich erkennen kann.
Das Gipfelkreuz befindet sich auf dem nordöstlichen Tuxertalseitigen Sporn, der Weißen Wand (2518 m ü. A.).

## Stützpunkte und Routen

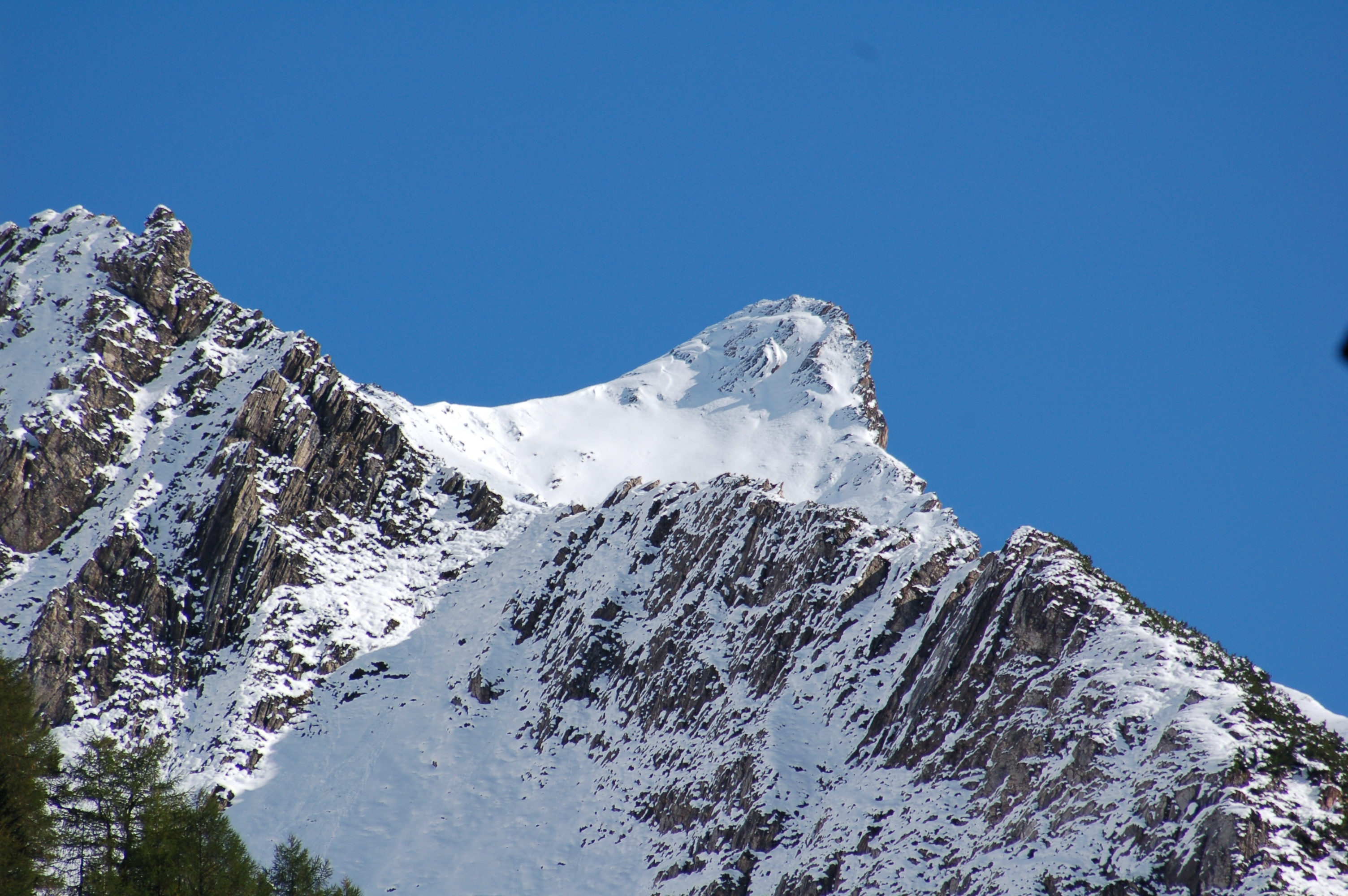
Frauenwand vom Schmirntal aus

Die Frauenwand bildet den höchsten Punkt des Kaserer Höhenweges, der als guter Wanderweg vom Tuxerjochhaus (2313 m ü. A.) über die Frauenwand ins Kaserer Schartl und anschließend durch den Kaserer Winkel nach Kasern und Schmirn führt. Von Tux geht es über die Sommerbergalm auch direkt durch das Kar unterhalb zum Gipfel.
Zur Weißen Wand sind es ein Abstecher von 10 Minuten Fußweg.